# Reich in Rost
Reich in Rost ist das dritte Album der deutschen Metal-Band Totenmond und erschien 2000 über Massacre Records. 2004 kam es zu einer Wiederveröffentlichung zusammen mit den Vorgängern Lichtbringer und Fleischwald in einem Dreierpack. Das Album erschien auch als Schallplatten-Version, die auf 500 Stück limitiert war.

## Titelliste
1. Öfter mal ins Blaue
2. Reich in Rost
3. Landeinwärts
4. Der rote Berg
5. Flammenzeichen
6. Arbeiterreserve
7. Panzerdampf
8. Schiff ahoi
9. Die Membranen
10. Meiner Hässlichkeit

## Inhalt
Die Texte auf Reich in Rost setzen sich überwiegend aus Aneinanderreihungen von Schlagworten und Ausdrücken zusammen. So besteht beispielsweise das Lied „Öfter mal ins Blaue“ nur aus Ausdrücken wie „Feuer“, „Kanonen“, „Aufmarsch“, „Kaiserschnitt“, „Zwangsversöhnung“ und „Volksverarschung“. Ebenso ist das titelgebende Lied „Reich in Rost“ in einem ähnlichen Stil gehalten und schließt mit den Worten „Vaterland Taubenschiss / prügelweich deutsches Reich“. Alle Lieder sind frei von Versmaßen oder Reimschemen.
Der Text zu „Flammenzeichen“ stammt von der Weißen Rose, einer studentischen Widerstandsgruppe gegen den Nationalsozialismus.

## Musikalische Aspekte
Musikalisch lässt sich das Album nur allgemein dem Metal zuordnen, da der Stil des Albums zu verschieden ist und keinem gängigen Subgenre folgt. Es handelt sich vielmehr um eine Mischung aus Death Metal, Punkmusik und Doom Metal.
Die Musikzeitschrift Metal Observer vertrat eine ähnliche Meinung, nämlich dass Totenmond „noch immer […] einen verdammt schwer einzuordnenden Bastard aus Punk, Death Metal, Doom und einer Prise Grind/Crust, der mindestens genauso schwer verdaulich ist“ spielen, man aber auf Solos und „Mitsingrefrains“ vergeblich warte.
In einer Rezension eines deutschen Mailorder-Versands wurde geschrieben, dass „der Ausdruck 'kontrollierter Lärm' […] die Sache eigentlich ganz gut [trifft]“, da „das Spektrum […] von Black-Metal-ähnlichem Getöse mit Gegrunze bis hin zu wuchtig abgehacktem Industrial-Teutonen-Todesblei“ reiche.
Auf den Veröffentlichungen ab Unter Knochen findet sich in den Booklets der Band der Hinweis, dass „aller Krach von TotenmonD“ stamme.

## Rezeption
Von den Kritikern wurde das Album zum größten Teil positiv aufgenommen, einige sprachen auch davon, dass es sich um das bis dato beste Album der Band handle. So wurde bei dem Review zu den Nachfolger-Album Unter Knochen etwa auf ancientspirit.de geschrieben, dass „das vierte echte Album den immens hohen Standard der brachial-monströsen Vorgänger Fleischwald und Reich In Rost“ nicht halten könne.
Ein Kritiker von Metal Observer bewertet das Album zwar positiv, wies jedoch darauf hin, dass die Bewertung nur schwer abzugeben sei:

„Was soll man nun von ‚Reich In Rost‘ halten? Klar ist nur, daß dieses Album zu den unzugänglichsten musikalischen Produkten außerhalb des Noisegenres gehört, die mir je untergekommen sind. […] Seien es die Texte (lobenswerterweise durchweg auf Deutsch), die sich stets auf dem schmalen Grat zwischen tiefsinniger Metaphorik und purem Nonsens bewegen, der Gesang, der auch dann befremdlich scheint wenn er nicht elektronisch verfremdet ist, oder die Musik selbst, welche dank ihrer rauhen Produktion und sehr schnörkellosen, direkten Natur gewissermaßen antiästhetisch wirkt – schön ist dieses Album in keinerlei Hinsicht, aber es hat einen ganz eigenen ‚Charme‘, und obgleich es nicht ganz so nihilistisch dröhnt wie etwa ‚Lichtbringer‘ wirkt es dennoch irgendwie beunruhigend und, jenseits aller üblichen Klischees, durchaus auch böse.“

## Aufmachung
Die Bilder im Booklet sind schwarz-weiß und rostbraun gehalten, das Cover zeigt eine zerbombte deutsche Stadt mit Kreuzen und einem riesigen Reichsadler im Vordergrund. Auf der CD selbst sind nur rostige Schrauben abgedruckt.
Sämtliche Texte finden sich in fettgesetzer Frakturschrift abgedruckt, die jedoch 1:1 umgewandelt wurde und so weder Langes s noch Ligaturen enthalten.